# Federazione anarchica informale
La Federazione anarchica informale (FAI) è un insieme di cellule terroristiche e sovversive anarco-insurrezionaliste.
Da non confondere con la Federazione anarchica italiana (la cui sigla storica è del pari FAI ma che respinge l'intimidazione fisica, l'azione punitiva, l'attentato e la violenza indiscriminata come metodo di lotta), la Federazione anarchica informale è stata descritta da fonti italiane dei servizi segreti come un movimento terroristico con una struttura "orizzontale", composta da vari gruppi terroristici di matrice anarchica, uniti dalla loro comune fede nell'intimidazione armata rivoluzionaria. Le cellule che fanno parte della FAInformale agiscono sia come cellule separate, sia sotto la sigla FAI (informale), e sono noti per commettere blitz eversivi nell'anonimato, definiti "rivoluzionari" dalla Federazione.
La loro ideologia si oppone all'anarchismo sociale, all'attuale ordine costituito dai Paesi dell'Europa, ma anche al marxismo, che la Federazione considera mirante a sostituire una forma di autoritarismo oppressivo a un altro.
La Federazione si definisce "anarchica" perché tende alla «distruzione dello Stato e del capitale» e "informale" perché, essendo priva di meccanismi autoritari, associativi e burocratizzanti, garantisce l'anonimato e l'indipendenza dei gruppi e dei singoli che la compongono»; «avversa a qualunque cancro marxista» e prospetta un modello di «lotta armata basato sull'azione diretta dei singoli e dei gruppi». I gruppi e singoli, a differenza della Federazione anarchica italiana, non si conoscono neanche tra di loro.

## Storia e attentati

### 2003: contro l'Unione europea
Nel 2003, il gruppo rivendicò la responsabilità per la campagna dinamitarda che ebbe come obiettivo diverse istituzioni dell'Unione europea. La FAInformale affermò di aver voluto colpire «apparati di controllo/repressivi e protagonisti della messinscena democratica che saranno figure e istituzioni cardine del nuovo ordine europeo».
Per contrastare la situazione di pericolo, le autorità italiane imposero di bloccare negli uffici postali della regione Emilia-Romagna ogni plico indirizzato a organismi dell'UE. Fonti della Procura Generale della Repubblica a Bologna dichiararono che i plichi erano stati inviati dalle società Trichet, Europol ed Eurojust e che contenevano libri e fotocopie di un dépliant della Federazione Anarchica Informale. Il dépliant descriveva il gruppo italiano e parlava della sua "Operazione Santa Claus".
Dopo l'attentato perpetrato a dicembre contro Romano Prodi, la FAInformale inviò una lettera al quotidiano la Repubblica, sostenendo che essa si opponeva all'UE (di cui Prodi era al momento presidente della Commissione Europea) rivelando che l'attacco era stato realizzato affinché «i maiali sappiano che le manovre contro di loro sono appena all'inizio per serrarsi contro di lui e altri come lui», mentre nel comunicato di rivendicazione dell'attentato proclamava: «Non potevamo precluderci il piacere di criticare attivamente il semestre di presidenza italiana dell'Unione europea che si avvia a concludersi, consapevoli che al di là della retorica ufficiale, le decisioni ratificate in questi mesi saranno foriere di ulteriori pratiche di sfruttamento e di dominio».

### 2007: contro le forze dell'ordine a Torino
Il 24 marzo 2007 tre ordigni esplodono nel quartiere Crocetta di Torino con lo scopo di colpire le forze di polizia e carabinieri accorse sul luogo dopo la prima esplosione. L'attentato riesce ma senza provocare feriti.

### 2010: contro la Lega Nord e Berlusconi
Il 26 marzo 2010 fallisce per l'innesco anticipato di un plico esplosivo un attentato organizzato ai danni della Lega Nord e le Poste italiane intercettano una lettera minatoria contenente un paio di proiettili, indirizzata al presidente del Consiglio Silvio Berlusconi, in cui gli si preannunciava: «Farai la fine del topo». Nell'esplosione rimane ferito il postino Pietro De Simone, di 56 anni.

### 2010: contro le ambasciate di Svizzera, Cile e Grecia
Il 23 dicembre 2010, due pacchi sono esplosi nelle mani degli addetti delle Ambasciate della Svizzera e del Cile in Italia, ferendoli gravemente. Gli attentati sono stati rivendicati dalla Federazione Anarchica Informale, mentre un terzo plico non è esploso grazie all'accortezza di un addetto alla corrispondenza dell'ambasciatore di Grecia presso il Quirinale.

### 2011: contro Swissnuclear
Il 31 marzo 2011, una lettera bomba è esplosa negli uffici di Swissnuclear ad Olten (Svizzera) ferendo due donne. Swissnuclear è la divisione per l'energia nucleare di Swisselectric (che raggruppa Axpo, Alpiq e BKW). L'attentato è stato rivendicato dalla Federazione Anarchica Informale.

### 2011: contro Equitalia e Deutsche Bank
Il giorno 8 dicembre 2011 un pacco-bomba, spedito dalla FAInformale per sua esplicita rivendicazione, esplode a Roma, nella sede di Equitalia - l'Agenzia incaricata della riscossione delle imposte - in via Millevoi, nel quartiere Ardeatino e ferisce a una mano e agli occhi il direttore generale Marco Cuccagna. L'attentato viene a iscriversi nell'inquieto clima venutosi a creare in seguito alle pesanti misure impositive anti-crisi decise dal governo Monti.
Un analogo pacco esplosivo viene indirizzato nella stessa giornata al presidente della Deutsche Bank, Josef Ackermann a Francoforte ma viene intercettato, scongiurando l'esplosione potenzialmente letale. L'azione è parimenti rivendicata dalla FA Informale.

### 2012: il ferimento di Adinolfi
L'11 maggio 2012 il Nucleo Olga della Federazione anarchica informale rivendica, dopo una settimana, la gambizzazione perpetrata ai danni di Roberto Adinolfi, amministratore delegato dell'Ansaldo Nucleare di Genova, accusato di aver favorito il rientro del nucleare in Italia. Per la gambizzazione dell'ad di Ansaldo Nucleare, Roberto Adinolfi, ci furono numerose rivendicazioni riconducibili a tre piste differenti: quella vetero-brigatista, quella anarco-insurrezionalista e quella «commerciale», legata agli interessi dell'azienda nell'Est europeo. Le fonti della sicurezza considerarono attendibile solo quella del Nucleo Olga. Per l'agguato saranno poi condannati i militanti della Fai Alfredo Cospito e  Nicola Gai.

### 2017: contro le forze dell'ordine a Roma
Il 7 dicembre 2017 intorno alle ore 05:30 viene fatto esplodere un ordigno contro la caserma dei carabinieri del quartiere San Giovanni a Roma. Lo scoppio non causa feriti, ma solo un danneggiamento del portone. L'attacco viene rivendicato dalla Federazione Anarchica Informale - Cellula Santiago Maldonado.

## Arresti
Il 6 settembre 2016 la DIGOS della sezione di Torino ha arrestato sette membri della FAI compiendo un blitz in 10 regioni italiane a seguito dell'attentato a Roberto Adinolfi, amministratore delegato dell'Ansaldo Nucleare compiuto il 7 maggio 2012.

## Struttura
L'organizzazione eversiva sembrerebbe essere attualmente formata dalle seguenti cellule:
in Italia:
- Federazione Anarchica Informale (FAI) / Brigata 20 Luglio / Fronte Rivoluzionario Internazionale (FRI)
- Federazione Anarchica Informale (FAI) / Cooperativa Artigiana Fuoco e Affini (occasionalmente spettacolare) / Fronte Rivoluzionario Internazionale (FRI)
- Federazione Anarchica Informale (FAI) / Sorelle in Armi / Nucleo Mauricio Morales / Fronte Rivoluzionario Internazionale (FRI)
- Federazione Anarchica Informale (FAI) / Cellula Rivoluzionaria Lambros Fountas
- Federazione Anarchica Informale (FAI) / Cellule Armate per la Solidarietà Internazionale
- Federazione Anarchica Informale (FAI) / Cellule contro il Capitale il Carcere i suoi Carcerieri e le sue Celle ("le 5 C")
- Federazione Anarchica Informale (FAI) / Cellule Metropolitane
- Federazione Anarchica Informale (FAI) / Narodnaja Vojla (in Russia)
- Federazione Anarchica Informale (FAI) / Nucleo Rivoluzionario Horst Fantazzini
- Federazione Anarchica Informale (FAI) / Rivolta Animale
- Federazione Anarchica Informale (FAI) / Rivolta Anonima Terribile (RAT)
- Federazione Anarchica Informale (FAI) / Solidarietà Internazionale
- Federazione Anarchica informale (FAI) / Nuclei Anarchici per la Distruzione dell'Esistente
- Federazione Anarchica Informale (FAI)/ Nuclei Anarchici Rivoluzionari Combattenti (NARC)

in Grecia:
- Cellula di Solidarietà Rivoluzionaria / Federazione Anarchica Informale (FAI)
- Cospirazione delle cellule di fuoco (CCF) / Federazione Anarchica Informale (FAI) / Fronte Rivoluzionario Internazionale (FRI)
- Informal Anarchist Federation (IAF) / Cell of Aggressive Coscience
- Fronte Rivoluzionario Anarchico (FRA) / Condotte Devianti per la Diffusione del Terrorismo Rivoluzionario / Cellula di Attacco Riflessivo
- Fronte Rivoluzionario Internazionale (FRI) / Condotte Devianti per la Diffusione del Terrorismo Rivoluzionario / Cellula d’Azione Anarchica
- Fronte Rivoluzionario Internazionale (FRI) / Complicità Terrorista Guerrieri dell’Abisso / Comando Severino Di Giovanni
- Fronte Rivoluzionario Internazionale (FRI) / Cospirazione delle Cellule di Fuoco (CCF) / Gruppi Rivoluzionari per la Diffusione del Terrore / Nucleo dei Vandali
- Fronte Rivoluzionario Internazionale (FRI) / Cospirazione delle Cellule di Fuoco (CCF) / Gruppi Rivoluzionari per la Diffusione del Terrore / Cellula Anormal-Heretics

nei Paesi Bassi:
- Conspiracy of Cells of Fire (CCF) / Dutch Cell

in Inghilterra:
- International Informal Anarchist Federation (IIAF) / Informal Anarchist Federation (IAF)

in Russia:
- Earth Liberation Front (ELF) / Russia Informal Anarchist Federation (RIAF) / International Network of Action e Solidarity / International Revolutionary Front (IRF)

in Indonesia:
- Informal Anarchist Federation (IAF) / Indonesia Section

in Messico:
- Brigada de Accion Revolucionaria por la Propaganda por el Hecho y la Accion Armada Simon Radowisky / Federacion Anarquista Informal (FAI) / Red Global (RG)
- Celula Eco Anarquista por el ataque directo / Federacion Anarquista Informal (FAI) / Red Global (RG)
- Celulas Autonomas de Revolucion Inmediata Praxedis G. Guerrero / Federacion Anarquista Informal (FAI)
- Comando de Individuos Libres, Peligrosos, Salvajes e Incendiarios por la Peste Negra / Federacion Anarquista Informal (FAI) / Red Global (RG)
- Federacion Anarquista Informal (FAI) / Acrata
- Frente de Liberación Animal (FLA) / Frente de Liberación de la Tierra (FLT)
- Frente de Liberación de la Tierra (FLT) / Federacion Anarquista Informal (FAI) / Red Global (RG)
- Frente de Liberación de la Tierra (FLT) / Red Internacional de Accion y Solidaridad / Grupo Informal Anti-Civilizacion
- Ludditas Contra la Domesticacion de la Naturalezza Salvaje / Federacion Anarquista Informal (FAI) / Red Global (RG)
- Nucleo Insurrecto Sole-Baleno de las Celulas Autonomas de Revolucion Inmediata Praxedis G. Guerriero / Federacion Anarquista Informal (FAI)

in Perù:
- Circulo de Accion Iconoclasta / Federacion Anarquista Informal (FAI)

in Cile:
- Frente Internacional Rivoluzionario (FIR) / Comando Insurrecional Aracely Romo
- Comando 8 de Dicembre / Coordinamento Internacional / Federacion Anarquista Informal (FAI)

Al di fuori dell'organizzazione, ogni gruppo avrebbe intessuto sue proprie alleanze.